# Jason (Hohepriester)
Jason (hebräisch יֵשׁוּעַ Jeschua oder hebräisch יֵשׁוּ, altgriechisch Ἰάσων) war im 2. Jahrhundert v. Chr. Hohepriester von Jerusalem. Er entstammte der priesterlichen Familie der Oniaden und war der Bruder seines Vorgängers Onias III. Ursprünglich trug er den hebräischen Namen Jeschua, den er zugunsten der griechischen Form Jason ablegte, was als Zeichen seiner hellenistischen Orientierung gilt.

## Amtsübernahme und Hellenisierungspolitik
Nach dem Tod des Seleukidenkönigs Seleukos IV. im Jahr 175 v. Chr. bestieg Antiochos IV. Epiphanes den Thron. Jason erlangte das Amt des Hohepriesters, indem er seinen Bruder Onias III. verdrängte und Antiochos eine Zahlung von 440 Talenten Silber und weitere Abgaben anbot (2 Makk 4,7–9 ). In den zeitgenössischen Quellen wird dieser Vorgang als ein Bruch mit der bisherigen Praxis kritisiert, da das Hohepriesteramt käuflich wurde und damit eine religiöse Institution von politisch-finanziellen Interessen abhängig machte. Jason nutzte seine Amtszeit, um eine umfassende Hellenisierung Jerusalems einzuleiten. Mit königlicher Genehmigung gründete er ein Gymnasion, das jungen Männern eine Ausbildung nach griechischem Vorbild bot. Zugleich ließ er Jerusalem als Polis nach griechischem Muster organisieren (2 Makk 4 ). Diese Maßnahmen führten zu einer stärkeren Orientierung an griechischer Kultur, Sport und Lebensweise, während traditionelle jüdische Bräuche und die priesterliche Ordnung des Tempels an Bedeutung verloren. Die Quellen berichten zudem von einer Vernachlässigung kultischer Vorschriften und einer zunehmenden Integration Jerusalems in die seleukidische Reichskultur. In jüdischen Quellen, insbesondere im 2. Buch der Makkabäer, wird Jason sehr negativ dargestellt (2 Makk 4 ), da er die Autorität der Tora zugunsten griechischer Sitten geschwächt habe. Seine Amtszeit markiert einen Wendepunkt in der Geschichte Jerusalems, da mit ihm eine politische und religiöse Hellenisierung begann, die zu tiefen innerjüdischen Konflikten führte. Diese Spannungen bildeten einen wesentlichen Hintergrund für den Ausbruch der Makkabäeraufstände wenige Jahre später.

## Absetzung und spätere Jahre
Um 172 v. Chr. wurde Jason von Antiochos IV. abgesetzt, nachdem Menelaos, einer seiner Untergebenen, dem König eine noch höhere Tributzahlung versprach. Jason floh nach Ammon, kehrte jedoch 168 v. Chr. nach einem Gerücht über den Tod des Königs zurück und versuchte, durch einen bewaffneten Vorstoß die Macht wiederzuerlangen. Der Versuch scheiterte, da Antiochos noch lebte und gewaltsam gegen seine Gegner vorging. Die Kämpfe führten zu erheblichen Zerstörungen in Jerusalem, zahlreichen Todesopfern und zur Versklavung vieler Einwohner. Jason floh nach Ägypten und schließlich nach Sparta, wo er im Exil starb.